# Gnaphalium nanchuanense
Gnaphalium nanchuanense là một loài thực vật có hoa trong họ Cúc. Loài này được Y.Ling & Y.Q.Tseng mô tả khoa học đầu tiên năm 1978.